# Paratomoxioda fallaciosa
Paratomoxioda fallaciosa là một loài bọ cánh cứng trong họ Mordellidae. Loài này được Stshegoleva-Barovskaya miêu tả khoa học năm 1930.